# Κατά τον δαίμονα εαυτού
Κατά τον δαίμονα εαυτού (přepis do latinky Kata Ton Daimona Eaytoy) je jedenácté studiové album řecké extreme metalové kapely Rotting Christ. Bylo vydáno v roce 2013 hudebním vydavatelstvím Season of Mist.
Slogan Κατά τον δαίμονα εαυτού by se dal vyložit jako „věrný svému duchu“ či „věrný svému postoji“, na náhrobku jej má v řečtině uvedený např. Jim Morrison, frontman skupiny The Doors.
Na albu lze zaslechnout rozmanité hudební nástroje včetně např. dud a rohů. Deska čerpá z incké, mayské, slovanské a řecké mytologie. Frontman kapely Sakis Tolis považuje album za „cestu za poznáním pradávných civilizací a také okultismu, který se vynořuje z temné strany u každé z nich.“
Název skladby Χ ξ ς znamená v řecké číselné soustavě 666.

## Seznam skladeb
1. In Yumen - Xibalba  – 6:24

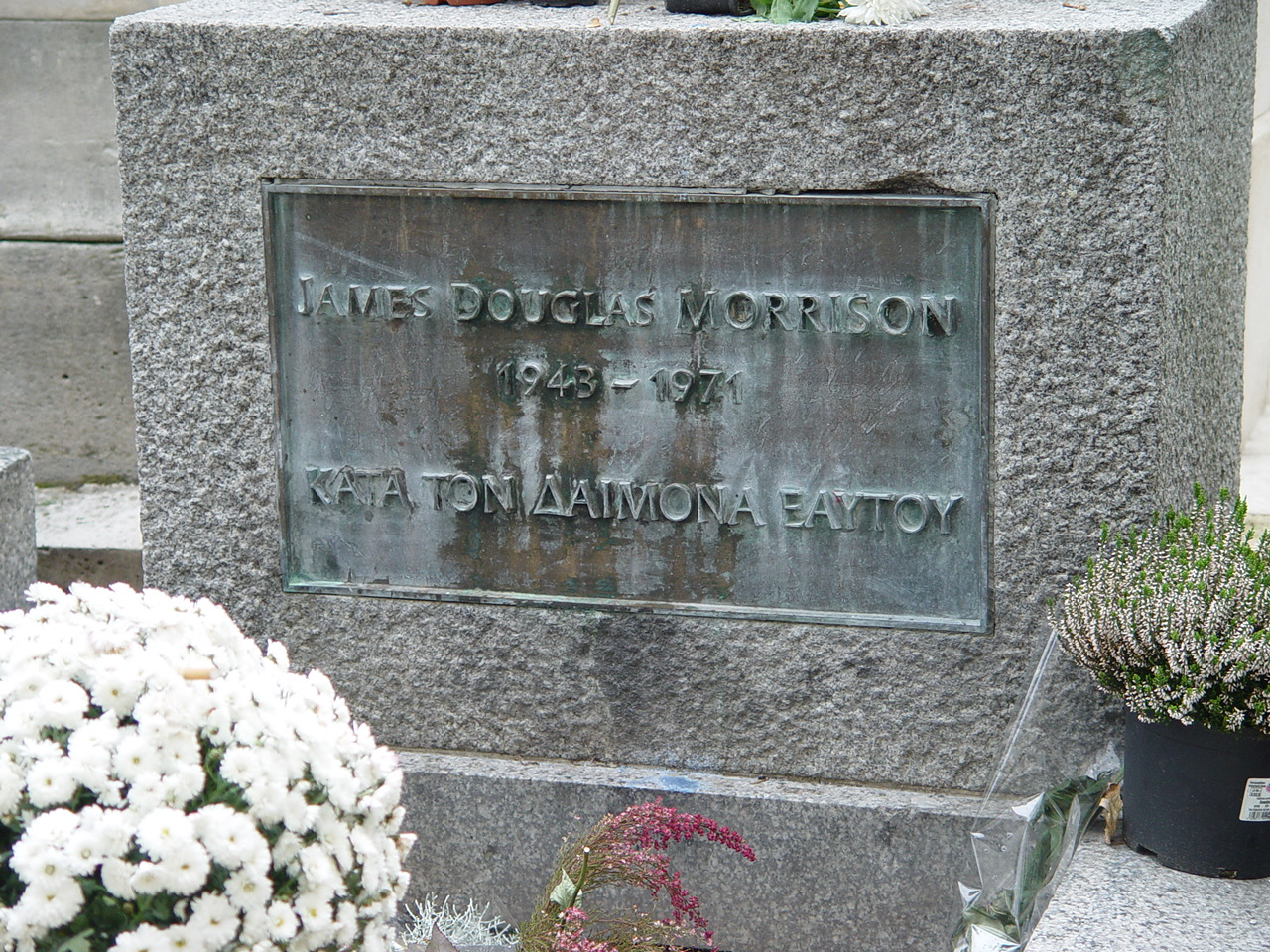
náhrobek J. Morrisona v Paříži se sloganem: Κατά τον δαίμονα εαυτού

2. P'unchaw kachun - Tuta kachun – 4:44
3. Grandis Spiritus Diavolos  – 5:52
4. Κατά τον δαίμονα του εαυτού – 4:52
5. Cine iubeşte şi lasă  – 5:58
6. Iwa Voodoo  – 4:36
7. Gilgameš – 4:02
8. Русалка – 4:33
9. Ahura Mazdā-Aŋra Mainiuu – 4:44
10. χξϛʹ – 5:46

Bonusová skladba na LP a digipaku
11. Welcome to Hel – 4:28

## Sestava
- Sakis Tolis – vokály, kytara, baskytara, klávesy
- Themis Tolis – bicí